# Adnji
Adnji eller Adnjetjåkko är ett berg i Kiruna kommun, beläget 16 km söder om Abisko. Dess höjd är 1694 meter över havet. Söderut begränsas det av Alesätnos dalgång och insjön Ahpparjávri. På dess nordöstra sida ligger[källa behövs] en betydande glaciär.